# Storm Hunter
Storm Hunter (* 11. August 1994 in Rockhampton als Storm Sanders) ist eine australische Tennisspielerin.

## Karriere
Storm Hunter begann im Alter von sechs Jahren mit dem Tennisspielen und bevorzugt dabei laut ITF-Spielerprofil Hartplätze.
Auf der WTA Tour tauchte sie erstmals 2012 beim Moorilla Hobart International auf, wo sie in der Qualifikation ihre erste Partie gegen Estrella Cabeza-Candela mit 2:6 und 4:6 verlor. Ebenfalls in der Qualifikation hängen blieb sie dann bei den Australian Open. Für das Doppel erhielt sie dort von der Turnierleitung eine Wildcard.
Auch 2013 gelang ihr nicht der Sprung ins Hauptfeld eines WTA-Turniers oder eines Grand-Slam-Turniers. Aber wie im Vorjahr erhielt sie eine Wildcard für die Doppelkonkurrenz der Australian Open. Auf dem ITF Women’s Circuit konnte sie 2013 ihre ersten beiden Titel gewinnen, im Einzel beim Turnier von Launceston und im Doppel beim Turnier in Sacramento.
Auch für die Hobart International 2014 erhielt sie eine Wildcard und so stand sie erstmals im Hauptfeld eines WTA-Turniers. Sie gewann ihr Erstrundenspiel gegen Peng Shuai mit 6:2 und 6:2. Ihre Achtelfinalpartie verlor sie knapp mit 6:4, 6:73 und 6:75 gegen Kirsten Flipkens. 2014 erhielt sie wiederum eine Wildcard für den Einzel- und Doppelwettbewerb der Australian Open. Ihr Einzeldebüt bei einem Grand-Slam-Turnier verlor sie mit 6:4, 1:6 und 4:6 gegen Camila Giorgi; im Doppel schied sie an der Seite von Jelena Dokić ebenfalls in der ersten Runde aus.

## Privates
Ende November 2022 heiratete sie ihren Freund Loughlin Hunter in Australien.

## Turniersiege

### Einzel
| Nr. | Datum            | Turnier    | Kategorie   | Belag     | Finalgegnerin   | Ergebnis |
| --- | ---------------- | ---------- | ----------- | --------- | --------------- | -------- |
| 1.  | 10. Februar 2013 | Launceston | ITF $25.000 | Hartplatz | Shūko Aoyama    | 6:4, 6:4 |
| 2.  | 3. November 2019 | Playford   | ITF W60     | Hartplatz | Lizette Cabrera | 6:3, 6:4 |
| 3.  | 5. Februar 2023  | Burnie     | ITF W60     | Hartplatz | Olivia Gadecki  | 6:4, 6:3 |

### Doppel
| Nr. | Datum              | Turnier             | Kategorie         | Belag     | Partnerin          | Finalgegnerinnen                      | Ergebnis           |
| --- | ------------------ | ------------------- | ----------------- | --------- | ------------------ | ------------------------------------- | ------------------ |
| 1.  | 6. Juli 2013       | Sacramento (1)      | ITF $50.000       | Hartplatz | Naomi Broady       | Robin Anderson Lauren Embree          | 6:3, 6:4           |
| 2.  | 31. Januar 2014    | Burnie (1)          | ITF $50.000       | Hartplatz | Jarmila Gajdošová  | Eri Hozumi Miki Miyamura              | 6:4, 6:4           |
| 3.  | 12. Juli 2014      | Sacramento (2)      | ITF $50.000       | Hartplatz | Darja Gawrilowa    | Maria Sanchez Zoe Gwen Scandalis      | 6:2, 6:1           |
| 4.  | 25. Juli 2015      | Granby              | ITF $50.000       | Hartplatz | Jessica Moore      | Laura Robson Erin Routliffe           | 7:5, 6:2           |
| 5.  | 10. Oktober 2015   | Cairns              | ITF $25.000       | Hartplatz | Jessica Moore      | Jennifer Elie Asia Muhammad           | 6:0, 6:3           |
| 6.  | 5. November 2016   | Canberra            | ITF $50.000       | Hartplatz | Jessica Moore      | Alison Bai Lizette Cabrera            | 6:3, 6:4           |
| 7.  | 6. Mai 2017        | Wiesbaden           | ITF $25.000       | Sand      | Vivian Heisen      | Diāna Marcinkēviča Rebeka Masarova    | 7:5, 5:7, [10:8]   |
| 8.  | 10. Juni 2017      | Surbiton            | ITF $100.000      | Rasen     | Monique Adamczak   | Kai-chen Chang Marina Eraković        | 7:5, 6:4           |
| 9.  | 18. Juni 2017      | Nottingham          | WTA International | Rasen     | Monique Adamczak   | Jocelyn Rae Laura Robson              | 6:4, 4:6, [10:4]   |
| 10. | 11. Mai 2019       | Rom                 | ITF W25           | Sand      | Arina Rodionova    | Gabriela Cé Cristina Dinu             | 6:2, 6:3           |
| 11. | 19. Mai 2019       | La Bisbal d’Empordà | ITF W60           | Sand      | Arina Rodionova    | Dalma Gálfi Georgina García Pérez     | 6:4, 6:4           |
| 12. | 2. November 2019   | Playford            | ITF W60           | Hartplatz | Asia Muhammad      | Naiktha Bains Tereza Mihalíková       | 6:3, 6:4           |
| 13. | 31. Januar 2020    | Burnie (2)          | ITF W60           | Hartplatz | Ellen Perez        | Desirae Krawczyk Asia Muhammad        | 6:3, 6:2           |
| 14. | 16. Februar 2020   | Hua Hin             | WTA International | Hartplatz | Arina Rodionova    | Barbara Haas Ellen Perez              | 6:3, 6:3           |
| 15. | 8. Mai 2021        | Charleston          | ITF W100          | Sand      | Catherine McNally  | Eri Hozumi Miyu Katō                  | 7:5, 4:6, [10:6]   |
| 16. | 9. Januar 2022     | Adelaide            | WTA 500           | Hartplatz | Ashleigh Barty     | Darija Jurak Schreiber Andreja Klepač | 6:1, 6:4           |
| 17. | 19. Juni 2022      | Berlin              | WTA 500           | Rasen     | Kateřina Siniaková | Alizé Cornet Jil Teichmann            | 6:4, 6:3           |
| 18. | 23. Oktober 2022   | Guadalajara         | WTA 1000          | Hartplatz | Luisa Stefani      | Anna Danilina Beatriz Haddad Maia     | 7:64, 6:72, [10:8] |
| 19. | 6. Mai 2023        | Reus                | WTA Challenger    | Sand      | Ellen Perez        | Alexa Guarachi Erin Routliffe         | 6:1, 7:68          |
| 20. | 20. Mai 2023       | Rom                 | WTA 1000          | Sand      | Elise Mertens      | Cori Gauff Jessica Pegula             | 6:4, 6:4           |
| 21. | 23. September 2023 | Guadalajara         | WTA 1000          | Hartplatz | Elise Mertens      | Gabriela Dabrowski Erin Routliffe     | 3:6, 6:2, [10:4]   |
| 22. | 24. Februar 2024   | Dubai               | WTA 1000          | Hartplatz | Kateřina Siniaková | Nicole Melichar-Martinez Ellen Perez  | 6:4, 6:2           |

### Mixed

#### Turniersiege
| Nr. | Datum              | Turnier | Belag     | Partner    | Finalgegner                             | Ergebnis         |
| --- | ------------------ | ------- | --------- | ---------- | --------------------------------------- | ---------------- |
| 1.  | 10. September 2022 | US Open | Hartplatz | John Peers | Kirsten Flipkens Édouard Roger-Vasselin | 4:6, 6:4, [10:7] |

## Karrierestatistik und Turnierbilanz

### Einzel
| Turnier         | 2012 | 2013 | 2014 | 2015 | 2016 | 2017 | 2018 | 2019 | 2020 | 2021 | 2022 | 2023 | 2024 | 2025 | Karriere |
| --------------- | ---- | ---- | ---- | ---- | ---- | ---- | ---- | ---- | ---- | ---- | ---- | ---- | ---- | ---- | -------- |
| Australian Open | Q1   | Q1   | 1    | 1    | 1    | Q1   | —    | —    | Q2   | Q1   | 1    | 1    | 3    | —    | 3        |
| French Open     | —    | —    | Q1   | —    | —    | —    | —    | —    | —    | 1    | Q1   | 2    | —    | Q1   | 2        |
| Wimbledon       | —    | —    | —    | —    | —    | —    | —    | —    |      | Q3   | Q2   | 1    | —    | —    | 1        |
| US Open         | —    | Q1   | —    | —    | —    | —    | —    | —    | —    | 1    | —    | 1    | —    |      | 1        |

Zeichenerklärung: S = Turniersieg; F, HF, VF, AF = Einzug ins Finale / Halbfinale / Viertelfinale / Achtelfinale; 1, 2, 3 = Ausscheiden in der 1. / 2. / 3. Hauptrunde; Q1, Q2, Q3 = Ausscheiden in der 1. / 2. / 3. Qualifikationsrunde; nicht ausgetragen

### Doppel
Die letzte Aktualisierung erfolgte nach dem WTA-Turnier in Berlin 2025.
| Turnier                      | 2010              | 2011              | 2012              | 2013              | 2014              | 2015              | 2016             | 2017              | 2018              | 2019              | 2020              | 2021              | 2022              | 2023              | 2024      | 2025      | T / T       | S/N         | Sieg%       |
| ---------------------------- | ----------------- | ----------------- | ----------------- | ----------------- | ----------------- | ----------------- | ---------------- | ----------------- | ----------------- | ----------------- | ----------------- | ----------------- | ----------------- | ----------------- | --------- | --------- | ----------- | ----------- | ----------- |
| Australian Open              | –                 | –                 | 1                 | 1                 | 1                 | 1                 | 2                | 1                 | 1                 | –                 | 1                 | 2                 | VF                | VF                | HF        | –         | 0 / 12      | 12:12       | 50 %        |
| French Open                  | –                 | –                 | –                 | –                 | –                 | –                 | –                | –                 | –                 | 1                 | 1                 | 2                 | 2                 | AF                | –         | 1         | 0 / 6       | 4:6         | 40 %        |
| Wimbledon                    | –                 | –                 | –                 | –                 | –                 | –                 | –                | 2                 | –                 | 1                 | n. a.             | HF                | 2                 | F                 | –         | –         | 0 / 5       | 10:5        | 67 %        |
| US Open                      | –                 | –                 | –                 | –                 | –                 | –                 | –                | –                 | –                 | –                 | 1                 | VF                | HF                | 1                 | –         |           | 0 / 4       | 7:4         | 64 %        |
| WTA Finals                   | –                 | –                 | –                 | –                 | –                 | –                 | –                | –                 | –                 | –                 | n. a.             | –                 | –                 | HF                | –         |           | 0 / 1       | 3:1         | 75 %        |
| Doha                         | n. a. / a. K.     | n. a. / a. K.     | –                 | –                 | –                 | a. K.             | –                | a. K.             | –                 | a. K.             | –                 | a. K.             | –                 | a. K.             | 1         | –         | 0 / 1       | 0:1         | 0 %         |
| Dubai                        | –                 | –                 | andere Kategorie  | andere Kategorie  | andere Kategorie  | –                 | a. K.            | –                 | a. K.             | –                 | a. K.             | –                 | a. K.             | –                 | S         | –         | 1 / 1       | 4:0         | 100 %       |
| Indian Wells                 | –                 | –                 | –                 | –                 | –                 | –                 | –                | –                 | –                 | –                 | n. a.             | –                 | VF                | VF                | F         | 1         | 0 / 4       | 8:4         | 67 %        |
| Miami                        | –                 | –                 | –                 | –                 | –                 | –                 | –                | –                 | –                 | –                 | n. a.             | AF                | –                 | VF                | –         | VF        | 0 / 3       | 5:3         | 63 %        |
| Madrid                       | –                 | –                 | –                 | –                 | –                 | –                 | –                | –                 | –                 | –                 | n. a.             | –                 | HF                | AF                | –         | AF        | 0 / 3       | 4:3         | 57 %        |
| Rom                          | –                 | –                 | –                 | –                 | –                 | –                 | –                | –                 | –                 | –                 | 1                 | –                 | VF                | S                 | –         | HF        | 1 / 4       | 9:3         | 75 %        |
| Kanada                       | –                 | –                 | –                 | –                 | –                 | –                 | –                | –                 | –                 | 1                 | n. a.             | –                 | VF                | HF                | –         |           | 0 / 3       | 3:3         | 50 %        |
| Cincinnati                   | –                 | –                 | –                 | –                 | –                 | –                 | –                | –                 | –                 | –                 | VF                | –                 | 1                 | HF                | –         |           | 0 / 3       | 4:3         | 57 %        |
| Guadalajara                  | n. a. bzw. a. K.  | n. a. bzw. a. K.  | n. a. bzw. a. K.  | n. a. bzw. a. K.  | n. a. bzw. a. K.  | n. a. bzw. a. K.  | n. a. bzw. a. K. | n. a. bzw. a. K.  | n. a. bzw. a. K.  | n. a. bzw. a. K.  | n. a. bzw. a. K.  | n. a. bzw. a. K.  | S                 | S                 | a. K.     | a. K.     | 2 / 2       | 8:0         | 100 %       |
| Peking                       | –                 | –                 | –                 | –                 | –                 | –                 | –                | –                 | –                 | 1                 | nicht ausgetragen | nicht ausgetragen | nicht ausgetragen | AF                | –         |           | 0 / 2       | 0:2         | 0 %         |
| Wuhan                        | nicht ausgetragen | nicht ausgetragen | nicht ausgetragen | nicht ausgetragen | –                 | –                 | –                | –                 | –                 | 1                 | nicht ausgetragen | nicht ausgetragen | nicht ausgetragen | nicht ausgetragen | –         |           | 0 / 1       | 0:1         | 0 %         |
| Olympische Spiele            | n. a.             | n. a.             | –                 | nicht ausgetragen | nicht ausgetragen | nicht ausgetragen | –                | nicht ausgetragen | nicht ausgetragen | nicht ausgetragen | nicht ausgetragen | VF                | n. a.             | n. a.             | –         | n. a.     | 0 / 1       | 2:1         | 67 %        |
| Billie Jean King Cup         | –                 | –                 | –                 | –                 | –                 | –                 | –                | –                 | –                 | –                 | RR                | RR                | HF                | RR                | –         | q         | 0 / 4       | 6:2         | 75 %        |
| Statistik                    | Statistik         | Statistik         | Statistik         | Statistik         | Statistik         | Statistik         | Statistik        | Statistik         | Statistik         | Statistik         | Statistik         | Statistik         | Statistik         | Statistik         | Statistik | Statistik | S/N         | S/N         | Sieg%       |
| Turnierteilnahmen            | 3                 | 12                | 6                 | 12                | 6                 | 17                | 11               | 17                | 4                 | 26                | 13                | 14                | 17                | 19                | 5         | 10        | Gesamt: 192 | Gesamt: 192 | Gesamt: 192 |
| Erreichte Finals             | 0                 | 4                 | 0                 | 2                 | 2                 | 3                 | 2                | 5                 | 0                 | 4                 | 3                 | 4                 | 3                 | 6                 | 2         | 0         | Gesamt: 40  | Gesamt: 40  | Gesamt: 40  |
| Gewonnene Titel              | 0                 | 0                 | 0                 | 1                 | 2                 | 2                 | 1                | 3                 | 0                 | 3                 | 2                 | 1                 | 3                 | 3                 | 1         | 0         | Gesamt: 22  | Gesamt: 22  | Gesamt: 22  |
| Hartplatz-Siege/-Niederlagen | 0:2               | 21:12             | 3:6               | 12:7              | 10:2              | 18:12             | 12:5             | 9:9               | 0:4               | 9:13              | 14:6              | 10:8              | 23:8              | 24:10             | 14:4      | 4:3       | 183:111     | 183:111     | 62 %        |
| Sand-Siege/-Niederlagen      | 0:1               | 0:0               | 0:0               | 0:1               | 2:1               | 1:3               | 0:0              | 3:2               | 0:0               | 11:5              | 3:5               | 8:2               | 5:4               | 13:3              | 0:0       | 4:3       | 50:30       | 50:30       | 63 %        |
| Rasen-Siege/-Niederlagen     | 0:0               | 0:0               | 0:0               | 2:3               | 0:0               | 0:0               | 7:4              | 12:3              | 0:0               | 3:4               | 0:0               | 10:3              | 5:1               | 7:2               | 0:0       | 3:3       | 49:23       | 49:23       | 68 %        |
| Teppich-Siege/-Niederlagen   | 0:0               | 0:0               | 0:0               | 0:0               | 0:0               | 0:0               | 0:0              | 0:0               | 0:0               | 2:1               | 0:0               | 0:0               | 0:0               | 0:0               | 0:0       | 0:0       | 2:1         | 2:1         | 67 %        |
| Gesamt-Siege/-Niederlagen    | 0:3               | 21:12             | 3:6               | 14:11             | 12:3              | 19:15             | 19:9             | 24:14             | 0:4               | 25:23             | 17:11             | 28:13             | 33:13             | 44:15             | 14:4      | 11:9      | 284:165     | 284:165     | 63 %        |
| Sieg%                        | 0 %               | 64 %              | 33 %              | 56 %              | 80 %              | 56 %              | 68 %             | 63 %              | 0 %               | 52 %              | 61 %              | 68 %              | 72 %              | 75 %              | 78 %      | 55 %      | Gesamt:     | Gesamt:     | 63 %        |
| Jahresendposition            | –                 | 432               | 545               | 280               | 262               | 242               | 134              | 68                | 1036              | 109               | 65                | 30                | 10                | 1                 | 31        |           | N/A         | N/A         | N/A         |

Zeichenerklärung: S = Turniersieg; F, HF, VF, AF = Einzug ins Finale / Halbfinale / Viertelfinale / Achtelfinale; 1, 2, 3 = Ausscheiden in der 1. / 2. / 3. Hauptrunde; RR = Round Robin (Gruppenphase); n. a. = nicht ausgetragen; a. K. = andere Kategorie; PO (Play-off) = Auf- und Abstiegsrunde im Billie Jean King Cup; K1, K2, K3 = Teilnahme in der Kontinentalgruppe I, II, III im Billie Jean King Cup.
Anmerkung: Diese Statistik berücksichtigt alle Ergebnisse im Einzel bei ITF- und WTA-Turnieren. Als Quelle dient die ITF-Seite der Spielerin. Dargestellt sind nur WTA-Turniere der Kategorien Premier Mandatory und Premier 5 (2009–2020) bzw. die WTA-Turniere der Kategorie 1000 (seit 2021).

### Mixed
| Turnier         | 2014 | 2015 | 2016 | 2017 | 2018 | 2019 | 2020 | 2021 | 2022 | 2023 | 2024 | 2025 | Karriere |
| --------------- | ---- | ---- | ---- | ---- | ---- | ---- | ---- | ---- | ---- | ---- | ---- | ---- | -------- |
| Australian Open | 1    | —    | —    | —    | VF   | —    | 1    | HF   | 1    | 1    | AF   | —    | HF       |
| French Open     | —    | —    | —    | —    | —    | —    |      | —    | AF   | AF   | —    | 1    | AF       |
| Wimbledon       | —    | —    | —    | —    | —    | —    |      | —    | 1    | 1    | —    | —    | 1        |
| US Open         | —    | —    | —    | —    | —    | —    |      | 1    | S    | 1    | —    |      | S        |

## Auszeichnungen
- WTA Doppel-Team des Jahres – 2023[2]